# Acrapex breviptera
Acrapex breviptera là một loài bướm đêm trong họ Noctuidae.